# Titti De Simone
Caterina De Simone, conocida como Titti (Palermo, 15 de febrero de 1970) es una periodista, política y activista por los derechos LGBT italiana, fundadora y primera presidenta de Arcilesbica.

## Biografía
Periodista profesional desde 1991, empezó como redactora del periódico palermitano L'Ora, que cerró en 1992, y pasó a ser activista del movimiento por los derechos civiles y de la comunidad homosexual. En 1994 se trasladó a Bolonia, donde fue vicepresidenta de la sección provincial de Arcigay, y posteriormente fundó Arcilesbica, asociación que presidió entre 1996 y 2002.
En 2001 fue elegida para la Cámara de Diputados con el sistema proporcional por la circunscripción XX (Campania 2) y se adhirió al grupo de Refundación Comunista. Durante la XIV legislatura, formó parte de la VII comisión (cultura, ciencia y educación).
En las elecciones generales de 2006 fue candidata a la Cámara de Diputados con el Partido de la Refundación Comunista (PRC) en las circunscripciones de Campania 1 y Emilia-Romaña y fue reelegida al Parlamento. El 4 de mayo de 2006, fue nombrada secretaria a la Presidencia de la Cámara. Permaneció en Montecitorio hasta 2008.
En 2012 presidió el Sicilia Queer Filmfest, que se celebra en Palermo en el mes de junio, y dirigió la colección I racconti di Nzocchè de la editorial Navarra de Palermo. Para esta misma editorial editó un libro dedicado a la directora y dramaturga palermitana Emma Dante: un libro-entrevista que articula una reflexión sobre los motivos de la degradación cultural, así como moral, en la que considera se encuentra Palermo, metáfora de una condición general del país. Con esta publicación, ganó en 2011 el premio Enriquez como mejor texto teatral de compromiso civil.
En 2013 fue portavoz del Orgullo nacional en Palermo. El mismo año, se inscribió por primera vez al Partido Democrático (PD), en el que militó hasta 2017. En 2014 fue nombrada consejera de Patrimonio y Servicios Demográficos del municipio de Bari en la junta de gobierno de Michele Emiliano. Con ocasión de las elecciones regionales de Apulia de 2015, formó parte del equipo del candidato de centro-izquierda Emiliano; tras el éxito electoral, fue nombrada consejera política para la implementación del programa.
En 2019 contrajo unión civil con su pareja Chicca Vitucci, con la que vivía desde hacía 15 años.
En 2022 se inscribió de nuevo en el Partido Democrático para apoyar la candidatura de Elly Schlein en el congreso del partido, desempeñando el papel de coordinadora regional en Apulia. En 2023, tras la conclusión del congreso, entró en la dirección nacional del partido y fue elegida presidenta del PD de Bari.